# Liste der Kulturdenkmäler in Dackscheid
In der Liste der Kulturdenkmäler in Dackscheid sind alle Kulturdenkmäler der rheinland-pfälzischen Ortsgemeinde Dackscheid aufgeführt. Grundlage ist die Denkmalliste des Landes Rheinland-Pfalz (Stand: 27. Juni 2022).

## Einzeldenkmäler
| Bezeichnung        | Lage                               | Baujahr | Beschreibung | Bild                           |
| ------------------ | ---------------------------------- | ------- | --- | ------------------------------ |
| Kirchenausstattung | Kapellenstraße, in der Kirche Lage | ab 1585 | in der katholischen Filialkirche St. Celsus: barocker Säulenaltar, 18. Jahrhundert; Missionskreuz, 1735; Steinrelief, bezeichnet 1585 | weitere Bilder Fotos hochladen |
| Hofanlage          | Kapellenstraße 14 Lage             | 1855    | Streckhof; Wohnhaus, bezeichnet 1855, Stallgebäude, bezeichnet 1881                                                                   | BW                             |